# Platycerus virescens
Platycerus virescens es una especie de coleóptero de la familia Lucanidae.

## Distribución geográfica
Habita en América del Norte.